# Maria Mercader (Journalistin)
Maria Carla Mercader (* 28. November 1965 in New York City; † 29. März 2020 ebenda) war eine US-amerikanische Journalistin. 

## Leben
Maria Mercader studierte an der katholischen Dominican Academy und schloss ein weiteres Studium 1987 am College of New Rochelle ab. Noch im selben Jahr fand sie eine Anstellung beim Pagen-Programm von CBS. Von dort aus hatte sie die Möglichkeit über ein internes Weiterbildungsprogramm auf eine Journalistenposition zu wechseln. Sie produzierte fortan kleinere Nachrichtenbeiträge über in- und ausländische Geschehnisse. Für ihren Beitrag über Geschäfts- und Finanzberichterstattung bei „The Little Engine That Could, Spam“ für CBS News Sunday Morning wurde sie mit einem News & Documentary Emmy Award ausgezeichnet.
Mercader bekämpfte erfolgreich eine Krebserkrankung und war innerhalb ihrer letzten beiden Lebensjahrzehnte immer wieder von unterschiedlichen Erkrankungen betroffen. Ende Februar 2020 wurde bei ihr eine SARS-CoV-2-Infektion diagnostiziert. Am 29. März 2020 starb sie im Alter von 54 Jahren während der COVID-19-Pandemie in New York City an den Folgen einer SARS-CoV-2-Infektion.